# Euptychium assimile
Euptychium assimile är en bladmossart som beskrevs av Brotherus och William Walter Watts 1915. Euptychium assimile ingår i släktet Euptychium och familjen Pterobryaceae. Inga underarter finns listade i Catalogue of Life.